# Zords in Power Rangers: RPM
De Zords uit Power Rangers: RPM zijn allemaal machines die lijken op een kruising tussen een dier en een voertuig. Ze worden van binnenuit bestuurd door de rangers. Alle zords worden opgeroepen via zogenaamde Engine Cell Chips.

## Octane Zords
Hieronder volgt een overzicht van alle zords uit de serie:
| Naam                   | Dier          | Voertuig                 | Beschrijving |
| ---------------------- | ------------- | ------------------------ | --- |
| Eagle Racer Zord       | Adelaar       | Racewagen                | De zord van de Rode Ranger. Kan veranderen in een speciale gevechtsmode om te vechten tegen Drones in de lucht. Vormt het bovenlichaam, hoofd en armen van de High Octane Megazord.                                                      |
| Lion Hauler Zord       | Leeuw         | Bus                      | De zord van de Blauwe ranger. Vormt het onderlichaam, benen en voeten van de High Octane Megazord. |
| Bear Crawler Zord      | Beer          | Recreatievoertuig        | De zord van de gele ranger. Vormt het midden van de High Octane Megazord. |
| Tail Spinner Zord      | Haai          | Motorfiets               | De zord van de Groene Ranger. Kan combineren met de High Ocatane Megazord, of de linkerarm vormen van de ValveMax Megazord |
| Wolf Cruiser Zord      | Wolf          | Politiewagen             | De Zord van de Zwarte Ranger. Kan combineren met de High Ocatane Megazord, of de rechterarm vormen van de ValveMax Megazord |
| Crocodile Carrier Zord | Krokodil      | Vrachtwagen met oplegger | Een zord die door zowel de Groene als Zwarte ranger wordt bestuurd. Kan eventueel ook zonder ranger functioneren dankzij besturing op afstand. Kan andere zords vervoeren, en vormt het lichaam, benen en hoofd van de ValveMax Megazord |
| Falcon Zord            | Valk          | Helikopter               | De zord van de Gouden Ranger. Hij kan een oneindig aantal energiestralen afschieten van zijn kopvleugels. |
| Tiger Jet              | Tijger        | Straaljager              | De zord van de Zilveren Ranger. Hij kan een energiestraal afschieten via zijn bek. |
| Flying Whale           | Walvis        | Vliegtuig                | Een zord die op afstand wordt bestuurd door de Gold en Silver Ranger. |
| Mammoth Paleozord      | Mammoet       | stoomtrein               | Een van de drie Paleozord, gevonden in de ruïnes van het Alphabet Soup-gebouw. Wordt bestuurd door de rode ranger. |
| T-Rex Paleozord        | Tyrannosaurus | Hogesnelheidstrein       | Een van de drie Paleozord, gevonden in de ruïnes van het Alphabet Soup-gebouw. Wordt bestuurd door de rode ranger. |
| Triceratops Paleozord  | Triceratops   | Hogesnelheidstrein       | Een van de drie Paleozord, gevonden in de ruïnes van het Alphabet Soup-gebouw. Wordt bestuurd door de rode ranger. |

## High Octane Megazord
De primaire Megazord van het team. Bestaat in zijn basisvorm uit de Eagle Racer Zord, Lion Hauler Zord en Bear Crawler Zord. De Rangers besturen de megazord vanuit hun individuele cockpits in plaats vanuit een centrale cockpit.
De megazord is gewapend met een zwaard en schild. Hij kan verder combineren met andere zords voor speciale aanvallen:
- High Octane Megazord with Shark Power: combinatie van de High Octane Megazord met de Tail Spinner Zord. In deze mode is de megazord gewapend met de spinning blade attack.
- High Octane Megazord with Wolf Power: combinatie van de High Octane Megazord met de Wolf Cruiser Zord. In deze vorm is de megazord gewapend met een vuurwapen genaamd de Wolf Blast Powers.
- High Octane Megazord with Falcon & Tiger Power: combinatie van de High Octane megazord met de zords van de gouden en zilveren rangers. Deze combinatie is gewapend met een pijl-en-boog.

## Valvemax Megazord
De megazord van de Groene en Zwarte rangers. Ontstaat uit een combinatie van de Tail Spinner Zord, Wolf Cruiser Zord en Crocodile Carrier Zord.
De Valvemax Megazord vecht vooral met brute kracht. Hij is gewapend met zowel de spinning blade attack als Wolf Blast Powers, en kan daarnaast energie afvuren vanuit alle drie de zords waar hij uit is opgebouwd.

## Zenith Megazord
De Zenith Megazord is de combinatie van de eerste 6 Zords (De Eagle Racer Zord, de Lion Hauler Zord, de Bear Crawler Zord, de Tail Spinner Zord, de Wolf Cruiser Zord en de Crocodile Carrier Zord) en wordt gebruikt sinds aflevering 11. De Rangers besturen deze Megazord vanuit een centrale cockpit. Om monsters te vernietigen vuurt de Zenith Megazord energie af vanuit alle zes zords.

## Mach Megazord
De Mach Megazord is de Megazord van de gouden en zilveren rangers. Hij wordt gevormd uit de Falcon Zord, Tiger Jet en Flying Whale.
De Mach Megazord kan vliegen, en kan krachtige lasers afvuren.

## SkyRev Megazord
De SkyRev Megazord is een combinatie van de High Octane Megazord, ValveMax Megazord en de Mach Megazord, en wordt bestuurd door alle zeven rangers. Deze megazord is voor het eerst te zien in aflevering 19. Aanvankelijk kostte het de Rangers veel moeite om deze combinatie te maken.
Om monsters te vernietigen kan de megazord projecties van de negen zords waar hij uit is opgebouwd afvuren. Net als de Mach Megazord, kan de SkyRev Megazord vliegen.

## PaleoMax Megazord
Een megazord opgebouwd uit de drie PaleoMax-zords. De mammoet vormt het hele bovenlichaam, met de T-Rex en Triceratops als de benen. Deze megazord is sterk afhankelijk van fysieke kracht. De mammoetzord kan tevens ijsmist afvuren die zelfs magma kan bevriezen.

## RPM Ultrazord
De sterkste zordcombinatie uit de serie. Deze combinatie bestaat uit alle 12 RPM-zords. De combinatie werd voor het eerst gebruikt tegen de Hyber Bot.
De RPM Ultrazord kan projecties van de vier primaire megazords waaruit hij is opgebouwd afvuren op zijn tegenstander alvorens zelf aan te vallen. Zijn eigen aanval is een vuurbal.

## Road Attack Zord
Een kleinere zord die kan veranderen van een enorm wiel naar een humanoïde vorm. Hij werd gemaakt door Flynn, met hulp van Gem en Gemma. Aanvankelijk was de zord te krachtig om lang te gebruiken, maar de Rangers slaagden erin het teveel aan energie naar de andere zords over te brengen.
In zijn humanoïde vorm kan de Road Attack Zord meevechten met de Megazords. Hij is erg wendbaar. In zijn wielvorm kan de zord als wapen worden gebruikt. Hiervoor wordt hij vanaf een speciaal plateau afgevuurd op monsters.